# اراسمو سالمه
اراسمو سالمه (ایتالیایی: Erasmo Salemme؛ زادهٔ ۲۶ مارس ۱۹۴۶) بازیکن والیبال اهل ایتالیا است. وی در بازی‌های المپیک تابستانی ۱۹۷۶ شرکت کرده‌است.